# Anton Kothgaßner
Anton Kothgaßner (ou Kothgasser), appelé en France au XIXe siècle Antoine Hothgassner, est un maître verrier et peintre viennois des XVIIIe et XIXe siècles, rattaché au mouvement Biedermeier.

## Biographie
Il naît en 1769 à Vienne.
Orphelin dès sa jeune enfance, il est recueilli par son frère, qui lui offre la possibilité de faire des études à l'Académie des beaux-arts de Vienne. Alors qu'il n'a que quinze ans, son talent pour le dessin est reconnu et il est embauché à la manufacture de porcelaine du Parc Augarten, poste auquel il reste jusqu'en 1816,.
Il meurt le 2 juin 1851 dans sa ville natale.

## Œuvre
Sur le plan technique, il s'inspire notamment de son plus jeune confrère Gottlob Samuel Mohn, en particulier pour la peinture sur porcelaine. Il réalise ainsi de nombreux objets décoratifs, notamment en verre (gobelets, vases) qu'il taille et peint. Certaines de ses œuvres sont exposées au Metropolitan Museum of Art à New York,.
En 1824, l'architecte piémontais Ernesto Melano, en train de restaurer l'abbaye d'Hautecombe, lui commande les vitraux de la nouvelle église abbatiale.
Il a également réalisé les vitraux de la cathédrale de Turin, de l'église Saint-Ulrich (de) de Feistritz am Wechsel, de l'abbaye de Seitenstetten, du château Brandhof (de) à Gußwerk et du Franzensburg à Laxenbourg.